# Trương Mạnh Dũng
Trương Mạnh Dũng, (sinh năm 1970), là một tướng lĩnh trong Quân đội nhân dân Việt Nam, quân hàm Thiếu tướng. Hiện là Tư lệnh Quân Khu 1, Bộ Quốc phòng.

## Sự nghiệp
-Trước năm 2015 ông làm phó sư đoàn trưởng kiêm tham mưu trưởng Sư đoàn 308 Quân đoàn 1.
-Từ 2015 - 2019 Đại tá Sư đoàn trưởng Sư đoàn 308 Quân đoàn 1.
-Từ 04/2020 - 12/2021 Đại tá Phó tư lệnh tham mưu trưởng Quân đoàn 1.
-Từ 31/12/2021 - 12/2023 Thiếu tướng Tư lệnh Quân đoàn 1
-Từ 12/2023 - 24/04/2025 Thiếu tướng Tư lệnh Quân đoàn 12
- 26/4/2025 - Nay Thiếu tướng Tư lệnh Quân khu 1

## Lịch sử thụ phong quân hàm
| Năm thụ phong | 2022        |
| ------------- | ----------- |
| Cấp bậc       |             |
| Danh Xưng     | Thiếu tướng |